# ديلان كيف
ديلان كيف (بالإنجليزية: Dylan Keefe)‏ هو موسيقي أمريكي، ولد في 11 أبريل 1970 في منيابولس في الولايات المتحدة.

## روابط خارجية
- ديلان كيف على موقع ميوزك برينز (الإنجليزية)
- ديلان كيف على موقع ديسكوغز (الإنجليزية)